# Tempesta tropical Jose (2005)
Tempesta tropical Jose va ser una curta tempesta tropical que recalà a Mèxic central durant l'agost de 2005. Jose va ser la desena tempesta declarada de la temporada d'huracans de l'Atlàntic del 2005 i el quart de sis ciclons tropicals (tres huracans i tres tempestes tropical) que colpejaren Mèxic aquell any.
La tempesta tropical Jose es formà al golf de Campeche el 22 d'agost i recalà a l'estat mexicà de Veracruz l'endemà. El cicló tropical tingué una vida de menys d'un dia abans de dissipar-se, tanmateix deixà al seu pas nivells forts de pluja a la regió. Les esllavissades per la pluja que causaren vuit víctimes mortals, sis d'elles directes, i els danys ascendiren als $45 milions (2005 USD).

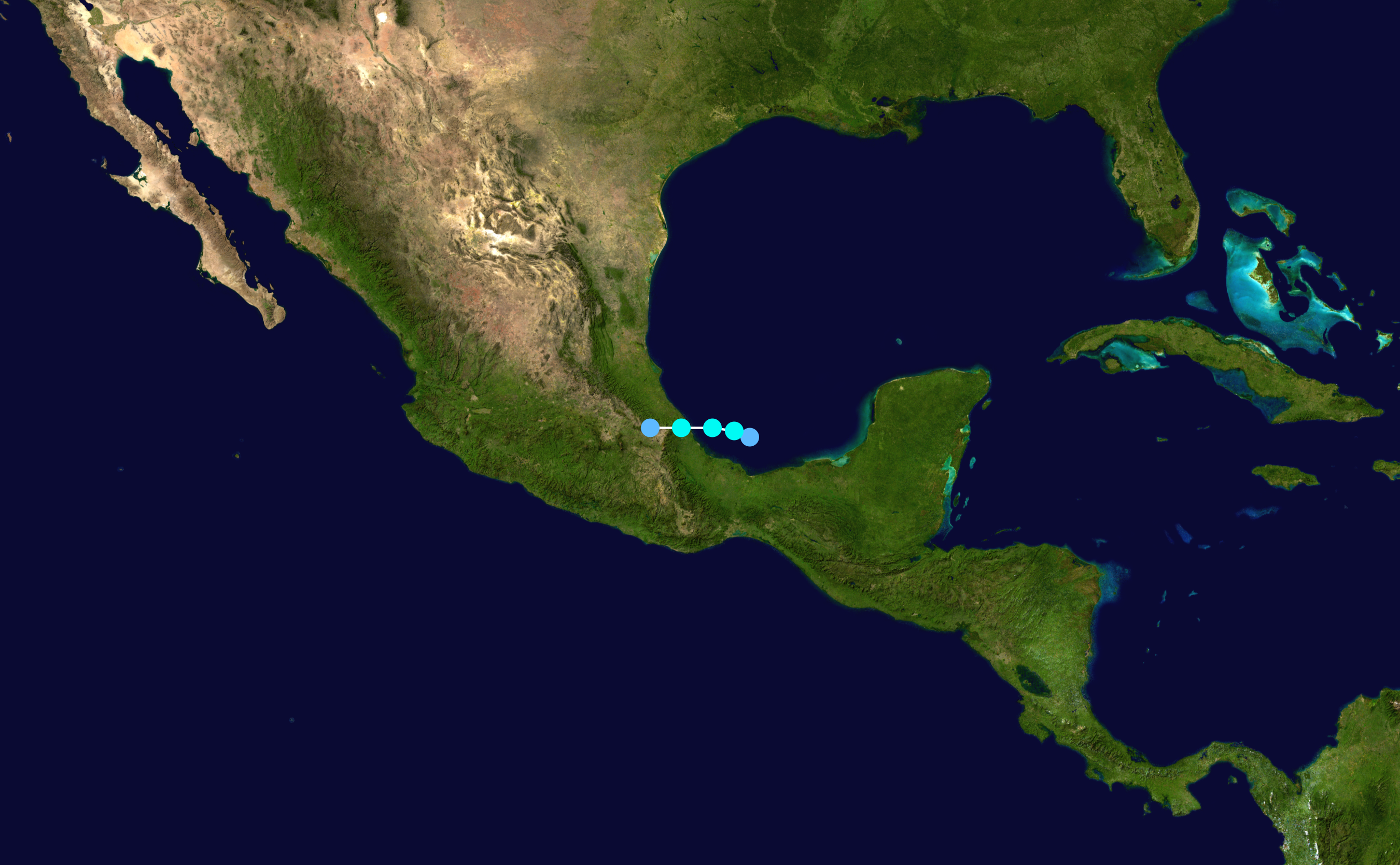
Trajectòria de la tempesta.